# Hemarthria
Hemarthria is een geslacht uit de grassenfamilie (Poaceae). De soorten van dit geslacht komen voor in delen van Europa, Afrika, Azië, Australazië, Amerika en het Pacifisch gebied.